# Iron Warriors Team

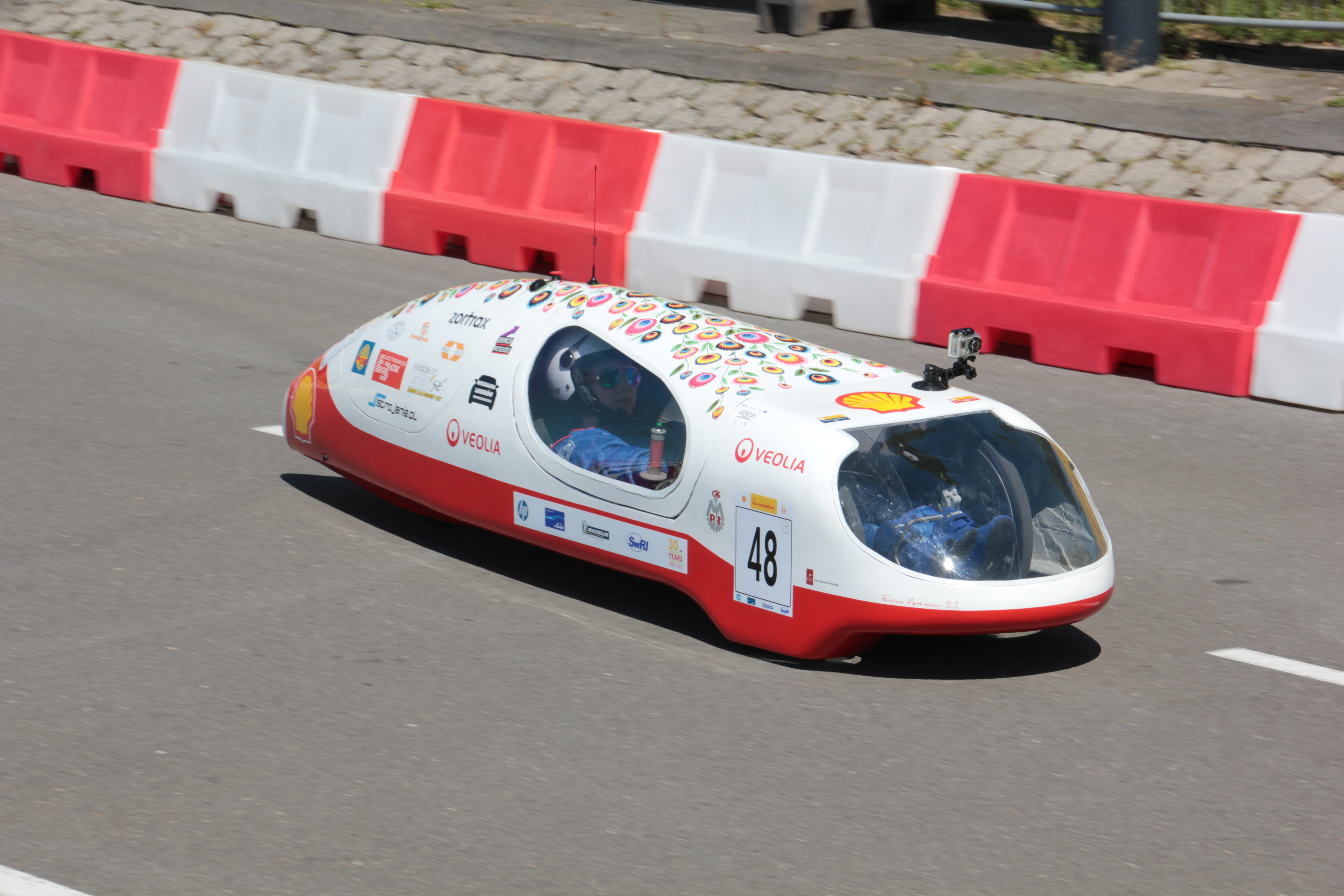
Bolid Eco Arrow 2.1 podczas zawodów Shell Eco-marathon w Rotterdamie w 2015 roku

Iron Warriors Team – zespół studentów Politechniki Łódzkiej działających w ramach Studenckiego Koła Naukowego Miłośników Motoryzacji powstał pod koniec 2012 roku i od tego czasu pracuje nad pojazdem, który ma za zadanie przejechać jak najwięcej kilometrów na jednym litrze paliwa. Celem zespołu jest start w zawodach Shell Eco-marathon w kategorii prototypów napędzanych benzyną LO95. Koordynatorem projektu jest aktualnie Jakub Matyjek, a opiekunem dydaktycznym dr inż. Rafał Dychto.

## Historia
Zainteresowanie skonstruowaniem pojazdu "na kropelkę" wynikało przede wszystkim z chęci udziału w międzynarodowym projekcie. Ponadto była to dla młodych konstruktorów możliwość praktycznego wykorzystania, a także poszerzenia wiedzy zdobytej podczas studiów. Pod koniec 2012 roku zaczęli oni budowę takiego pojazdu  bez zaplecza finansowego ani technicznego, korzystając tylko z własnych narzędzi. Największe trudności mieli z wprowadzeniem w życie swoich pomysłów – powodem był właśnie brak doświadczenia w wykonywaniu tego typu konstrukcji. Kolejną przeszkodę stanowił fakt, że nie posiadali odpowiednich maszyn i narzędzi, aby móc wykonywać elementy pojazdu samodzielnie. Pierwszy pojazd powstał na podstawie pracy inżynierskiej na temat konstrukcji pojazdu, mającego za zadanie przejechać jak największą ilość kilometrów na 1 litrze paliwa. Jeśli chodzi o nazwę zespołu to jej pochodzenie jest całkowicie przypadkowe. Przed pierwszymi zawodami młodzi konstruktorzy byli bowiem tak skupieni na zaprojektowaniu bolidu i chęci wzięcia udziału w zawodach Shell Eco-marathon w Rotterdamie, że zupełnie o niej zapomnieli. Ostatecznie 5 minut przed północą, kiedy to kończyła się rejestracja na zawody nazwa została wymyślona. Być może stanowiła ona nawiązanie do jedynego elementu, który na ten moment posiadali, czyli metalowej ramy.

## Pojazdy

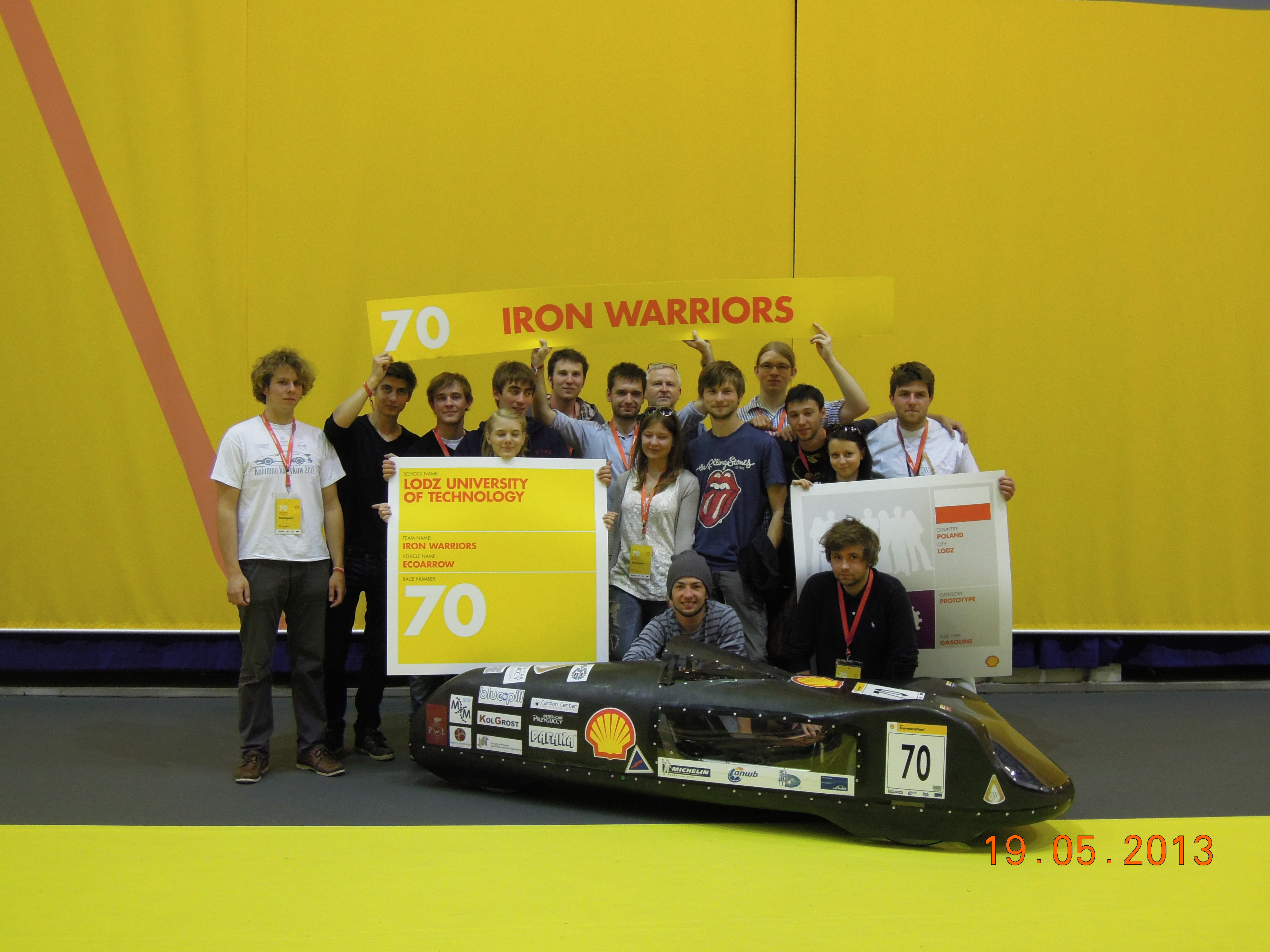
Zespół Iron Warriors wraz z pojazdem Eco Arrow 1.0 na swoich debiutanckich zawodach Shell Eco-marathon w Rotterdamie w 2013 roku

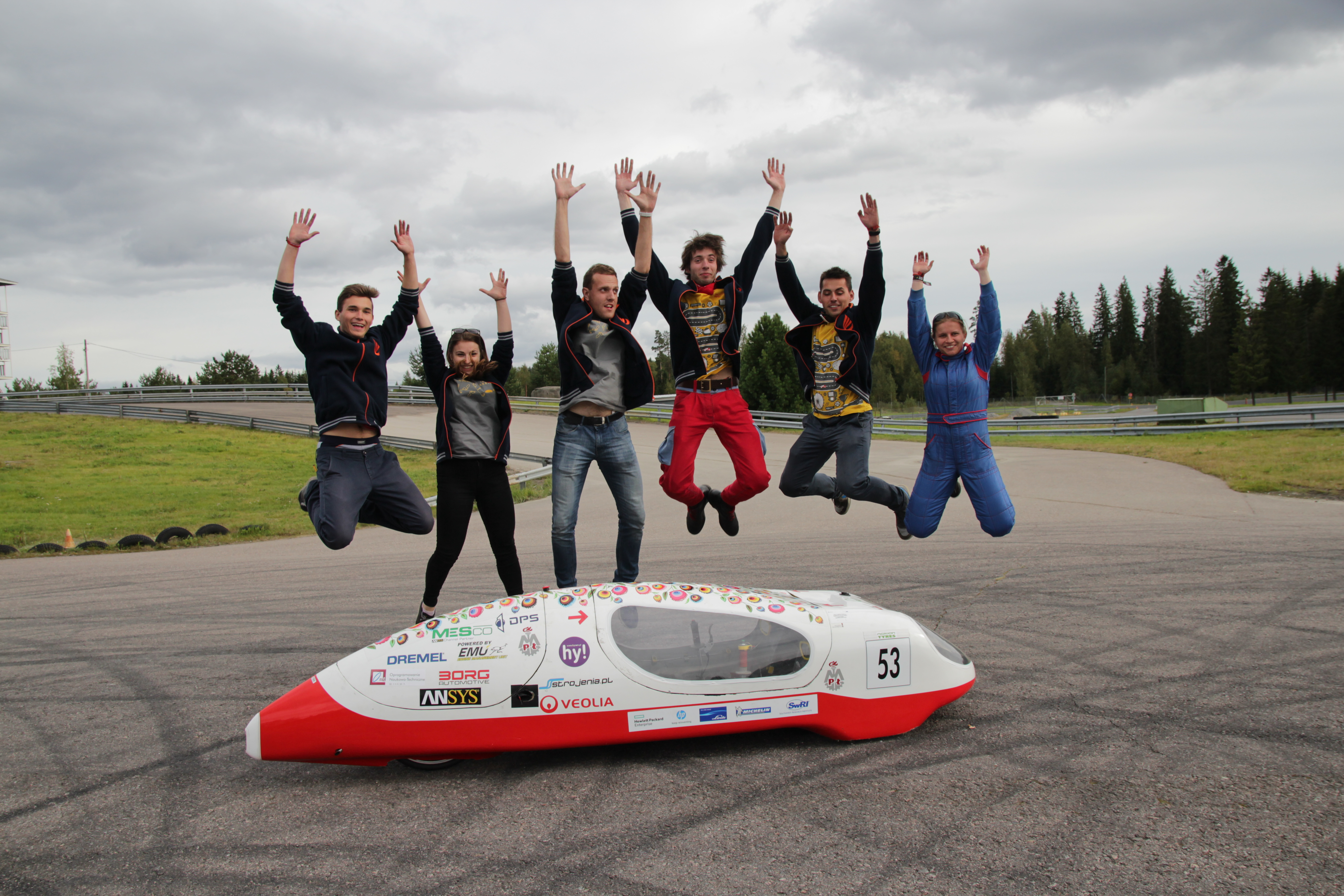
Drużyna Iron Warriors po ustanowieniu rekordu Polski w "jeździe na kropelce" z wynikiem 837 km/l benzyny!

### Eco Arrow 1.0
Pojazd stworzony od podstaw przez studentów w celu jak najniższego zużycia paliwa. Prace projektowe rozpoczęły się w 2012 roku, obejmowały zaprojektowanie całego pojazdu. Budowa bolidu trwała rok i zakończyła się debiutem pojazdu oraz całego zespołu w 2013 roku na zawodach Shell Eco-marathon w Rotterdamie. Na jednym litrze benzyny pojazd przejechał 150 kilometrów. Była to pierwsza tego typu konstrukcja na Politechnice Łódzkiej.

### Eco Arrow 2.0
Druga generacja pojazdu o minimalnym zużyciu paliwa zaprojektowana i wykonana została w całości przez studentów. Zastąpiła w roku 2014 po całym roku projektowania i budowy pojazd Eco Arrow 1.0. Pierwszy start bolidu Eco Arrow 2.0 przypadł na zawodach Shell Eco-marathon w Rotterdamie. Od tamtego czasu pojazd był udoskonalany. W 2015 roku na zawodach Shell Eco-marathon w Rotterdamie oraz Pisaralla pisimmälle w Nokii wystartowała jego zmodernizowana wersja Eco Arrow 2.1. Podczas zawodów Pisaralla pisimmälle 2015 w Nokii został pobity rekord Polski w "jeździe na kropelce" z wynikiem 830 km/l. Następnie pojazd przeszedł kolejne modyfikacje i w 2016 jako Eco Arrow 2.2 wziął udział w zawodach Shell Eco-marathon w Le Mans, EducEco w Valenciennes, Shell Eco-marathon w Londynie oraz Pisaralla pisimmälle w Nokii. Był to dla zespołu rekordowy rok, ponieważ pierwszy raz w historii wzięli oni udział w aż czterech zawodach w ciągu jednego roku, a także podczas zawodów Pisaralla pisimmälle 2016 w Nokii pobili swój własny rekord Polski z wynikiem 837 km/l paliwa.

#### Dane techniczne
Spalanie: 837 km/l - Aktualny Rekord Polski
- Silnik: Benzynowy czterosuwowy Honda GX35 o pojemności skokowej 35ccm
- Modyfikacje silnika: Elektroniczny wtrysk i zapłon
- Prędkość maksymalna: 45 km/h
- Koła: 3 (2 przednie skrętne, 1 tylne)
- Długość: 315 cm
- Szerokość: 70 cm
- Wysokość: 60 cm
- Waga: 50 kg

### Eco Arrow 3.0[7]
Trzeci już pojazd zbudowany przez studentów miał swoją premierę 12 stycznia 2018 w Manufakturze. Pierwszy oficjalny start nowego pojazdu Eco Arrow 3.0 przypadł na zawody EducEco 2018 we francuskim Valenciennes. Zespół ukończył je z wynikiem 616 km/l paliwa. I wygrał zawody w kategorii prototypów zasilanych benzyną. Następnie bolid wystartował w zawodach Shell Eco-marathon France 2018 w Paryżu, które ukończył na najwyższym stopniu podium z wynikiem 643 km/l. Będąc najlepszą drużyną w kategorii Prototype Gasoline.

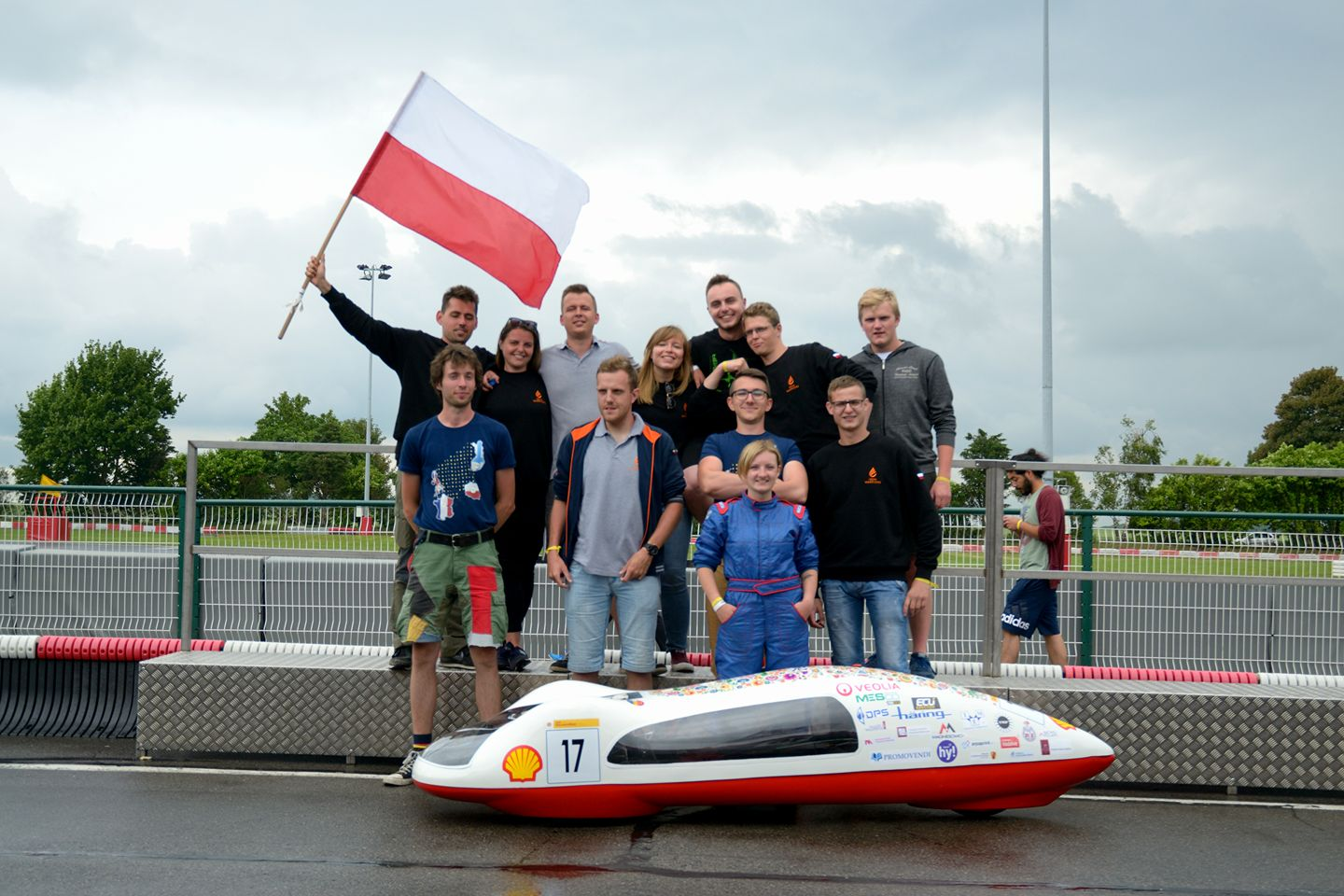
Zespół Iron Warriors podczas zawodów Shell Eco-marathon France 2018 w Paryżu.

#### Dane techniczne
- Silnik: Benzynowy czterosuwowy Honda GX35 o pojemności skokowej 35ccm
- Prędkość maksymalna: 45 km/h
- Koła: 3 (2 przednie skrętne, 1 tylne)
- Długość: 280 cm
- Szerokość: 60 cm
- Wysokość: 50 cm
- Waga: 38 kg

## Osiągnięcia
- Ustanowienie rekordu Polski w przejechaniu jak największego dystansu na 1 litrze paliwa - 837 km/l, podczas zawodów Pisaralla pisimmälle w Nokii w 2016 roku.
- 1. miejsce w kategorii pojazdów prototypowych o napędzie spalinowym na zawodach Shell Eco-marathon France w Paryżu w 2018 roku.[13]
- 1. miejsce w kategorii pojazdów prototypowych o napędzie spalinowym na zawodach EducEco w Valenciennes w 2018 roku.[14]
- 1. miejsce w kategorii pojazdów prototypowych o napędzie spalinowym na zawodach EducEco w Valenciennes w 2016 roku.
- 2. miejsce w kategorii pojazdów prototypowych o napędzie spalinowym na zawodach Shell Eco-marathon w Le Mans w 2016 roku.
- 2. miejsce za design bolidu Eco Arrow 2.2 podczas zawodów EducEco w Valenciennes w 2016 roku.
- 3. miejsce za innowacje zastosowane w pojeździe Eco Arrow 2.2 na zawodach EducEco w Valenciennes w 2016 roku.
- Wyróżnienie od Marszałka regionu Hauts de France podczas zawodów EducEco w Valenciennes w 2018 roku
- Laureaci grantu finansowanego przez Ministerstwo Nauki i Szkolnictwa Wyższego o nazwie "Generacja Przyszłości"[15] za projekt "Maratończyk Przyszłości - rozwój bolidu spełniającego kryteria wyścigu Shell Eco–marathon" w 2015 roku.
- Laureaci grantu finansowanego przez Ministerstwo Nauki i Szkolnictwa Wyższego o nazwie "Najlepsi z najlepszych"[16] za projekt "Eko Strzałą po nowy rekord – start w zawodach superoszczędnych bolidów, przejeżdżających jak największy dystans na jednym litrze paliwa" w 2016 roku.